# بيلي أسكيو
بيلي أسكيو (بالإنجليزية: Billy Askew)‏ هو لاعب كرة قدم بريطاني، ولد في 2 أكتوبر 1959 في غريت لوملي في المملكة المتحدة. لعب مع شروزبري تاون ونادي ميدلزبره ونيوكاسل يونايتد وهال سيتي.